# Wincenty Urbański
Wincenty Feliks Urbański (ur. 28 marca 1903 w Buczaczu, zm. 1940 w Kijowie) – polski nauczyciel, działacz społeczny, ofiara zbrodni katyńskiej.

## Życiorys

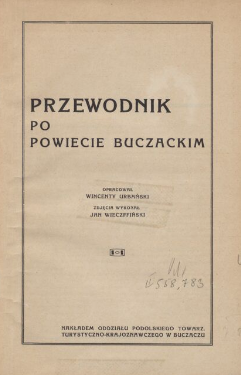
Okładka przewodnika W. Urbańskiego

Urodził się 28 marca 1903 w Buczaczu, w ówczesnym powiecie buczackim (Królestwo Galicji i Lodomerii, Austro-Węgry). Był synem Feliksa Urbańskiego herbu Nieczuja i Wiktorii z domu Bojanowskiej herbu Junosza.
Od 1914 uczył się w c.k. państwowym Gimnazjum w Buczaczu. Jako uczeń VII klasy i ochotnik uczestniczył w wojnie polsko-bolszewickiej w 1920 pod Lwowem. Studiował na Politechnice Lwowskiej i na Uniwersytecie Jana Kazimierza we Lwowie, był członkiem Bratniej Pomocy. W latach 1928–1932 pracował jako kierownik szkoły w Petlikowcach Starych (według innych danych – w Petlikowcach Nowych) obok Buczacza, gdzie zorganizował drużynę Strzelca. Działacz oświatowy (Towarzystwo Szkoły Ludowej), organizator oświaty pozaszkolnej i działacz społeczny – prezes oddziału ZNP, działacz PPS, Oddziału Podolskiego Polskiego Towarzystwa Krajoznawczego (OP PTK Buczacz,1931 i 1938) i członek Polskiego Towarzystwa Narciarskiego. Mąż Franciszki z Mroczkowskich herbu Prus III, nauczycielki, ojciec Mirosławy, Jadwigi i Stanisława.
Po wybuchu II wojny światowej i agresji ZSRR na Polskę z 17 września 1939 został aresztowany przez funkcjonariuszy NKWD 21 września 1939, wywieziony do więzienia w Czortkowie. Był torturowany, zamordowany w kwietniu 1940 na mocy decyzji BP WKPb nr 106 z dnia 5 marca 1940, nakazującej likwidację obozów w Kozielsku, Ostaszkowie, Starobielsku oraz rozstrzelanie 3500 więźniów z tzw. Zachodniej Ukrainy i Białorusi. Jego nazwisko znalazło się na tzw. Ukraińskiej Liście Katyńskiej opublikowanej w 1994 (figuruje pod numerem 3014, został wymieniony na liście wywózkowej 41/2-50).
Grób symboliczny znajduje się na cmentarzu Batowickim w Krakowie (kw. CCVII-8-4).

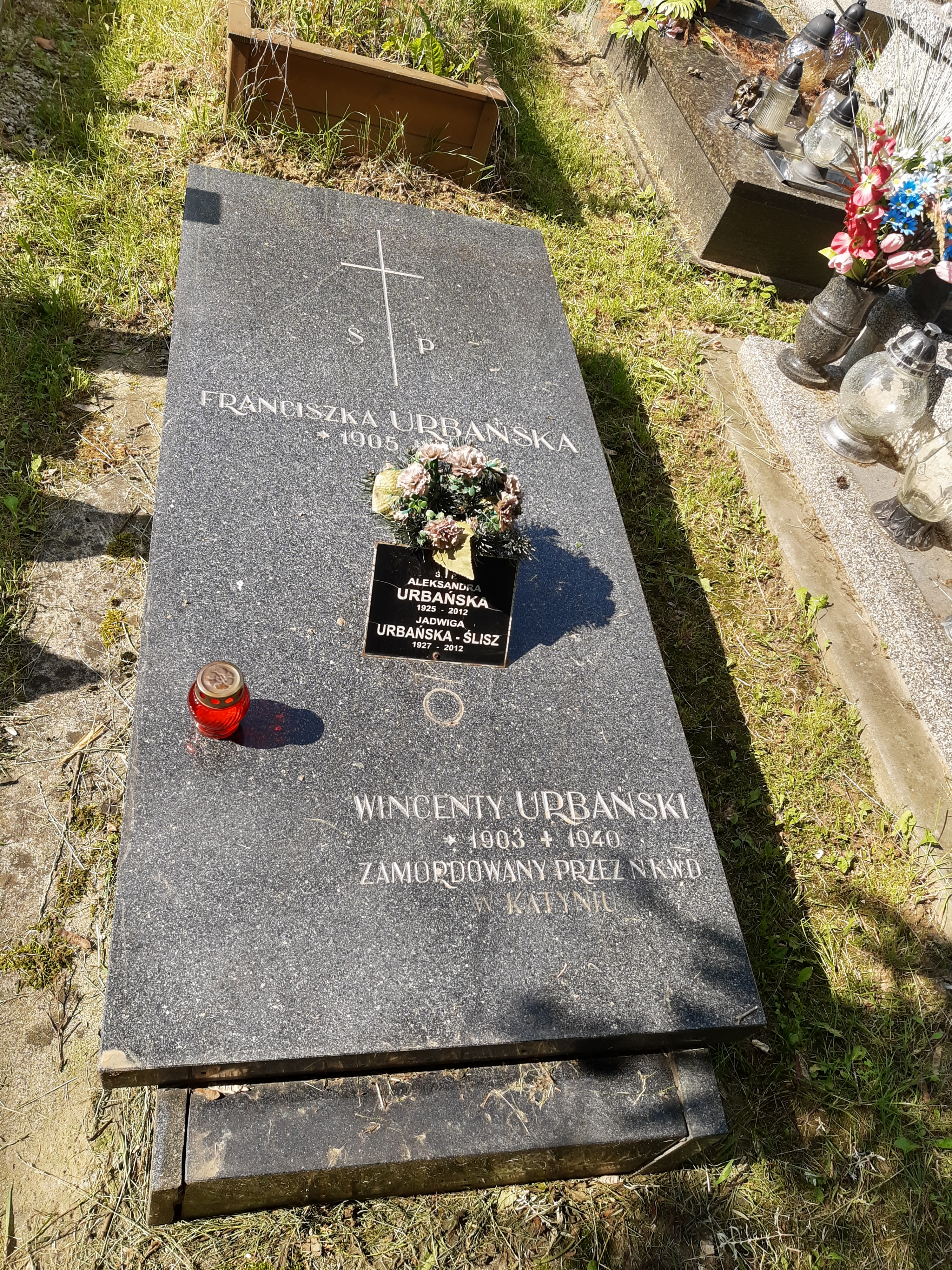
Grób symboliczny Wincentego Urbańskiego na Cmentarzu Prądnik Czerwony

### Autor
- „Przewodnik po powiecie buczackim”[3]
- Turystyka w Buczackiem. „Wschód : życie miast i wsi województw południowo-wschodnich : Lwów, Stanisławów, Tarnopol”. 1936, nr 18, str. 4-5.